# .yu
.yu je bila vrhovna internetska domena (country code top-level domain - ccTLD) za Jugoslaviju. Nakon 1992. ju je nastavila rabiti SR Jugoslavija, pa zatim Srbija i Crna Gora. Nakon što su se razdvojile Srbija i Crna Gora 2006. godine, objema novim državama je središnje tijelo koje organizira internet dodijelilo nove vršne domene, .rs i .me. Prijelazno razdoblje je trajalo do 2010. godine te je domena .yu konačno ugašena 30. ožujka 2010. Domenom je upravljo nic.yu.

## Vanjske poveznice
- IANA .yu whois informacija